# An deiner Seite (Ich bin da)
«An deiner Seite (Ich bin da)» (англ. By Your Side (I’m here)) — третий сингл немецкой рок-группы Tokio Hotel с альбома Zimmer 483. Перевод песни «By Your Side» был одновременно выпущен в ненемецкоязычных странах с точно таким же видеоклипом. «By Your Side» вошла в альбом группы Scream.

Сингл также содержит би-сайд под названием «1000 Meere» (англ. 1000 Oceans), на который также был снят видеоклип. Кроме того, он содержит новую, ранее не издававшуюся песню «Geh!» (англ. Leave!), которую группа обещала немецким фанатам.

## Клип
«An deiner Seite (Ich bin da)»
Клип на песню «An deiner Seite (Ich bin da)» представляет собой монтаж сцен из DVD «Zimmer 483 — Live In Europe» и включает видеозапись исполнения песни группой Tokio Hotel. Видео начинается и заканчивается криками фанатов, а также вокалист Билл Каулитц кричит зрителям «danke schön» (рус. Большое спасибо). Перевод песни «By Your Side» был выпущен с точно таким же клипом.
«1000 Meere»/«1000 Oceans»
В клипе на песню «1000 Meere» сюжет более развернутый. В нём четверо участников группы находятся в разных частях заброшенной железнодорожной станции, ходят по рельсам и смотрят вдаль. В конце концов, четверо парней встречаются и поднимаются на один из поездов, который приходит в движение, пока группа играет внутри одного из вагонов. Ближе к концу видео поезд начинает мчаться через океан, а участники группы забираются на крышу.

## Список композиций
- CD maxi single

1. «An deiner Seite (Ich bin da)» (Radio edit) — 3:53
2. «1000 Meere» (Single version) — 4:04
3. «Geh» — 4:22
4. «An Deiner Seite (Ich Bin Da)» (live video) — 4:27
5. «An Deiner Seite (Ich Bin Da)» (Music video) — 4:46

- CD single, pt. 2

1. «An deiner Seite (Ich bin da)» (Radio edit) — 3:53
2. «483 Live in Europe Tour Film» (video) — 7:07

- DVD single

1. «An deiner Seite (Ich bin da)» (Music video) — 4:46
2. «1000 Meere» (Music video) — 4:20

## Чарты
| Чарт (2007—2008)      | Высшая позиция |
| --------------------- | -------------- |
| Austria Singles Chart | 6              |
| Finland Singles Chart | 13             |
| France Singles Chart  | 2              |
| Germany Singles Chart | 2              |
| Russian Singles Chart | 160            |